# Norberto Javier de la Mata Barranco
Norberto Javier de la Mata Barranco (Bilbao, País Basc, 9 de febrer de 1962) és un jurista, advocat i catedràtic de Dret penal basc.

## Biografia i trajectòria
Es va llicenciar en Dret a la Universitat de Deusto el 1986. Posteriorment va obtenir el doctorat en Dret a la Universitat del País Basc el 1993, amb la tesi "Tutel·la penal de la propietat i delictes d'apropiació. Els diners com a objecte material dels delictes de furt i apropiació indeguda", dirigida per Adela Asúa Batarrita, exmagistrada del Tribunal Constitucional. També va obtenir la llicenciatura en criminologia a la Universitat de Múrcia el 2008.
El 1990 va entrar com a professor associat a la Universitat del País Basc. El 1994 es va convertir en professor titular de Dret penal. Entre el 1995 i el 2000 va ser magistrat suplent de l'Audiència Provincial de Biscaia. Va ser el director del Departament de Dret Públic de la Universitat del País Basc. També va ser el vicedegà de la Facultat de Dret de la Universitat del País Basc entre el 2018 i el 2022. Com a advocat, és membre de l'Il·lustre Col·legi de l'Advocacia de Bizkaia. Ha exercit d'advocat penalista a diferents despatxos d'advocats com Barrilero i Associats. L'any 2021 va fundar juntament amb altres catedràtics de Dret penal l'Associació del Professorat de Dret Penal de les Universitats espanyoles i en va ser nomenat president. L'any 2020 se li va concedir la distinció de professor honorari de la Universitat Autònoma de Lima. També col·labora amb premsa escrita com amb el diari El País.

## Publicacions

### Llibres
- Límites de la sanción en el delito de receptación. Madrid, 1989.
- Tutela penal de la propiedad y delitos de apropiación. Barcelona, 1993.
- La realización arbitraria del propio derecho. Madrid, 1995.
- Malversación y lesión del patrimonio público. Barcelona, 1995.
- Protección penal del ambiente y accesoriedad administrativa. Barcelona, 1996.
- Delitos contra el urbanismo y la ordenación del territorio. Oñati, 1998.
- La respuesta a la corrupción pública. Granada, 2003.
- El principio de proporcionalidad penal. Valencia, 2007.
- La individualización de la pena en los Tribunales de Justicia. Navarra, 2008.
- Derecho Penal informático (Coordinador). Navarra, 2010.

## Premis i reconeixements
- 2020, Professor Honorari de la Universitat Autònoma de Lima